# Bolitochara obsolescens
Bolitochara obsolescens är en skalbaggsart som först beskrevs av Thomas Casey 1906.  Bolitochara obsolescens ingår i släktet Bolitochara och familjen kortvingar. Inga underarter finns listade i Catalogue of Life.